# Cementerio de Kúntsevo

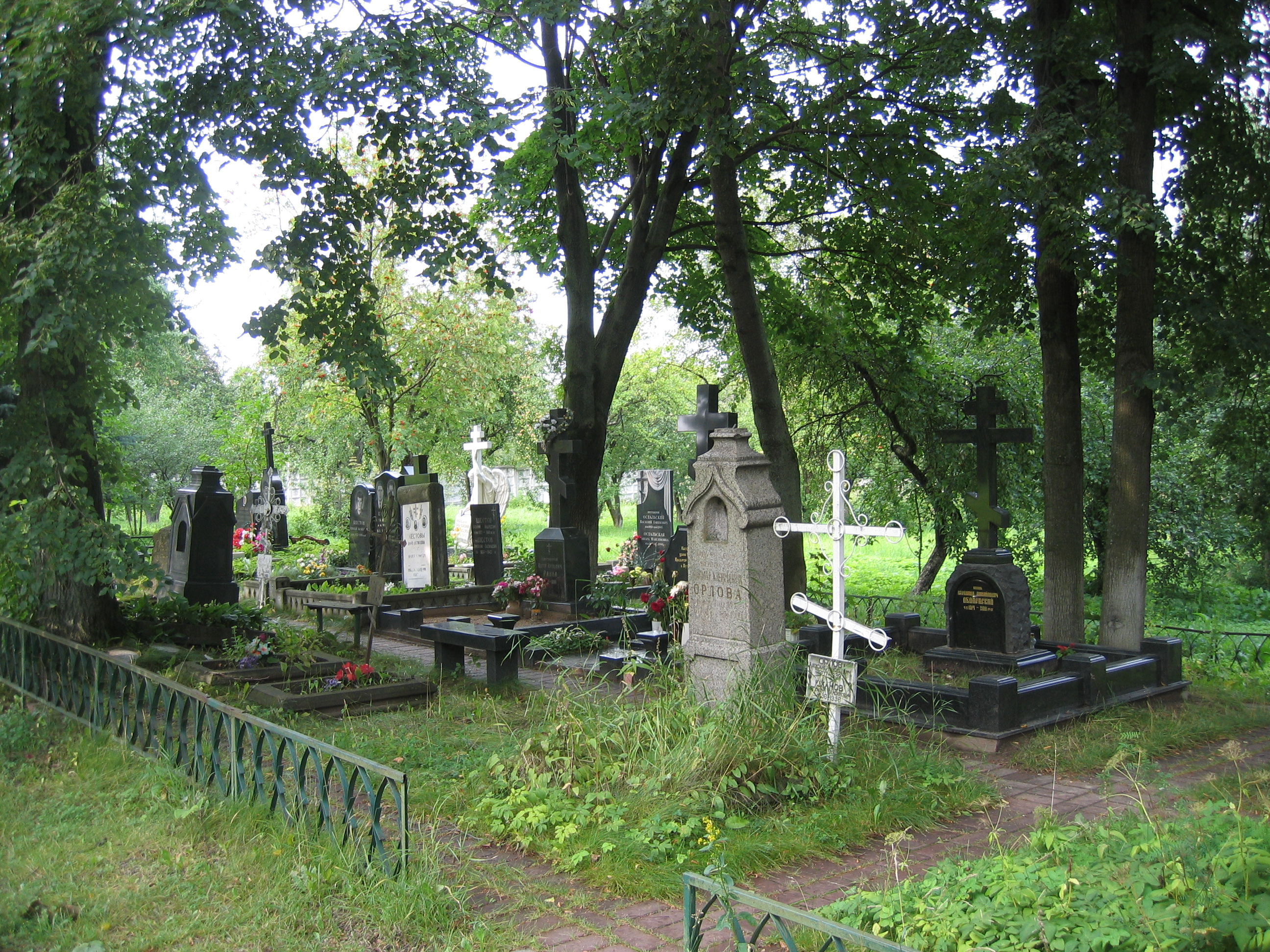
Tumbas del siglo XIX

El Cementerio de Kúntsevo (en ruso: Ку́нцевское кла́дбище, Kúncevskoje kládbišče) es un cementerio en servicio en Kúntsevo, óblast de Moscú. Está localizado en el barrio del río Setun, al sur de la carretera de Mozhaisk (la continuación del Kutúzovski Prospekt). El iglesia local de cinco cúpulas fue encargada en 1673 por Artamón Matvéyev. El cementerio está administrado en parte por el Complejo del Cementerio de Novodevichi.

## Enterrados
- Anatoli Rybakov

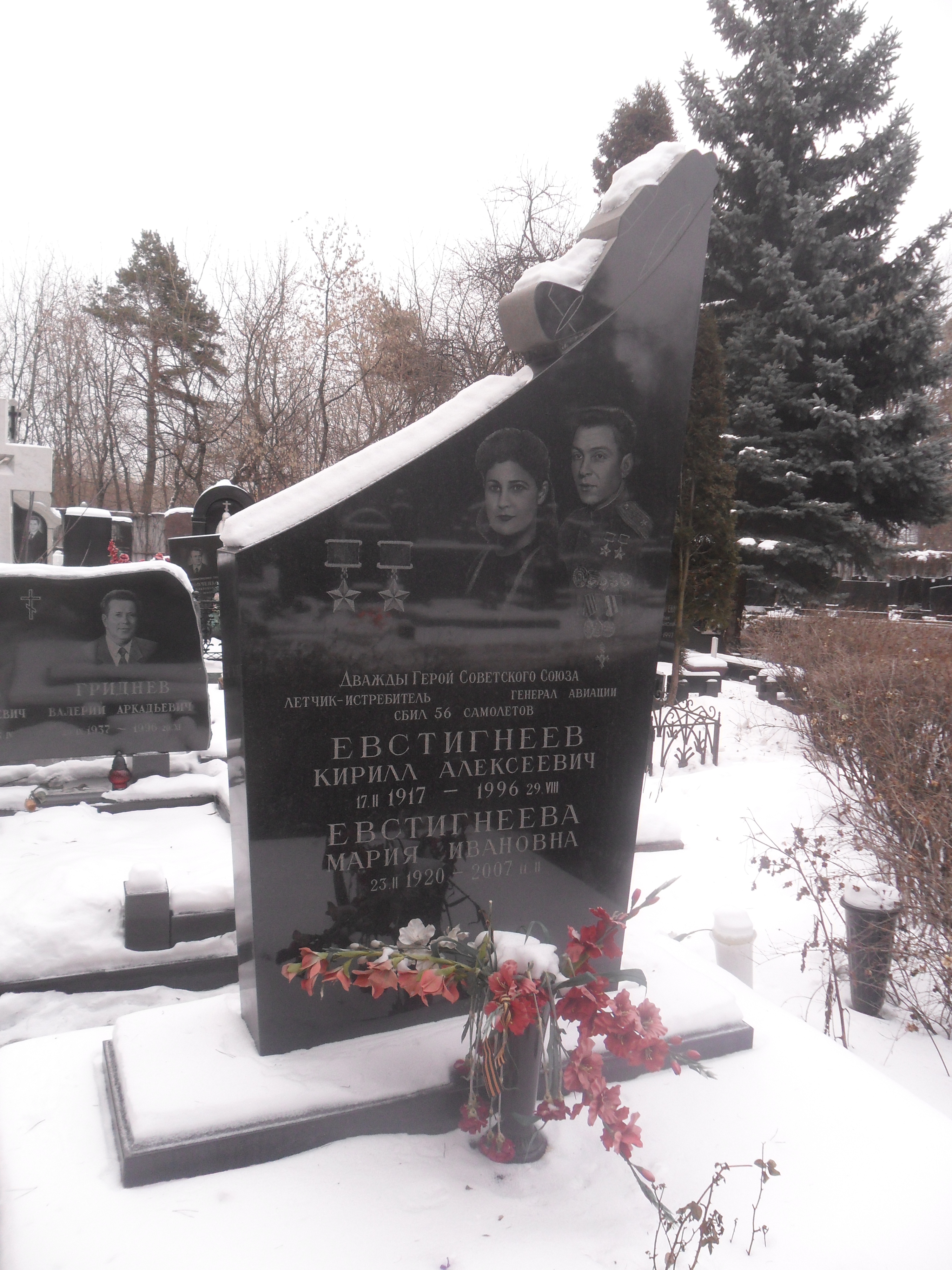
Tumba de Kirill Yevstignéyev

- Gueorgui Malenkov, Premier de la Unión Soviética
- Semión Krivoshéin
- Leonid Gaidái[1]
- Nadezhda Mandelshtam
- Yuri Trífonov
- Varlam Shalámov, escritor y poeta ruso, superviviente del Gulag
- Yuri Vízbor
- Mark Naimark, matemático soviético[2]
- Valeri Jarlámov
- Mamuka Kikaleishvili
- Larisa Shepitko
- Lyubov Sokolova[3] Iglesia del siglo XVII

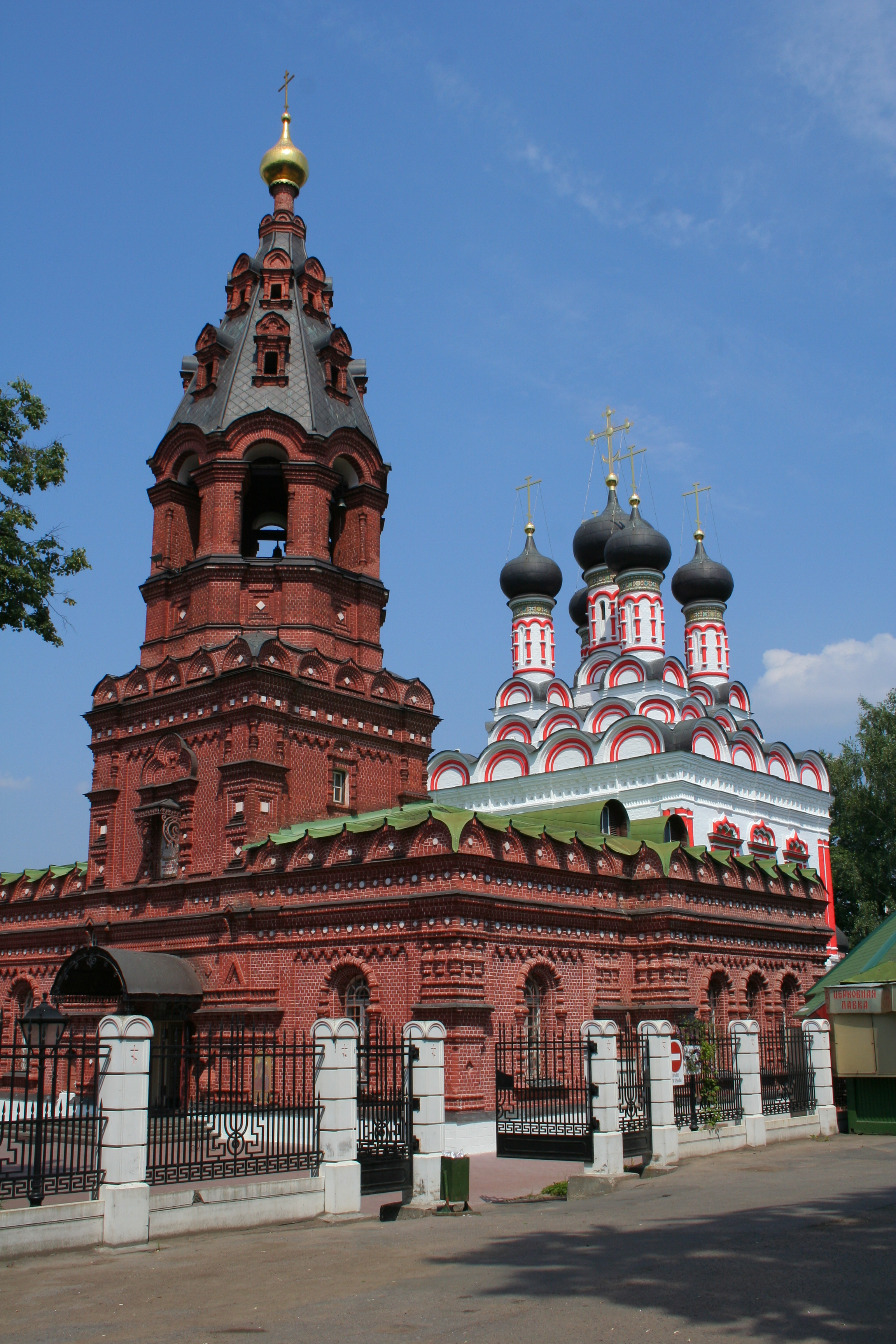
Iglesia del siglo XVII

- Ramón Mercader, asesino de León Trotski
- Kim Philby, inglés, agente doble soviético[4]
- Paul Tatum, empresario norteamericano[5]
- Isjak Razzakov, dirigente del Partido Comunista de la RSS de Kirguistán, trasladado al Ala Archa Cementerio, Biskek en 2000[6]
- Tankho Israelov, bailarín, coreógrafo, Artista del Pueblo de la URSS
- Serguéi Símonov, diseñador de armas de fuego
- Tatyana Tess (Tatyana Tass, Татьяна Тесс), escritora soviética, periodista, guionista[7]
- Trofim Lysenko
- Vsévolod Bobrov,[8]
- Glenn Michael Souther (aka Mikhail Yevgenyevich Orlov), espía dentro de la Armada de los Estados Unidos, quién desertó a Unión Soviética[9][10][11]
- Morris Cohen, espía
- Lona Cohen, esposa del anterior, espía
- Kirill Un. Yevstignéyev, General
- Maxim Martsinkevich